# H.I.S.Mobile
 H.I.S.Mobileは、エイチ・アイ・エスと日本通信が設立した仮想移動体通信事業者。

## 沿革
- 2018年（平成30年）2月15日 - HISモバイル設立[1]。
- 2018年（平成30年）7月1日 - 変なSIMのサービスを開始[2]。
- 2019年（令和1年）6月18日 - 同社が提供する通信サービスの最低利用期間を撤廃し、違約金も無料にすると発表した[3]。
- 2021年（令和3年）2月10日 - 新料金プラン「格安弐拾」プラン開始[4]。
- 2021年（令和3年）6月28日 - 新料金プラン「格安ステップ」プラン開始[5][6]。
- 2022年（令和4年）5月19日 - 新料金プラン「自由自在290」プラン開始[7][8]。
- 2022年（令和4年）5月31日 - 変なSIMのサービスを終了[9]。

## 外部サイト
- HISモバイル

| スタブアイコン | サブスタブ | この項目は、まだ閲覧者の調べものの参照としては役立たない、企業に関連した書きかけの項目です。この項目を加筆・訂正などしてくださる協力者を求めています（PJ:経済）。 |